# 伞花獐牙菜
伞花獐牙菜（学名：Swertia multicaulis var. umbellifera）为龙胆科獐牙菜属下的一个变种。

## 扩展阅读
- 維基物種上的相關：伞花獐牙菜